# Joana Santamans
Joana Santamans (Barcelona, 1977) es una pintora e ilustradora española.
Nacida en Barcelona, pasó sus primeros años en Esparreguera y en Els Hostalets de Pierola En su obra plástica se hace patente esta combinación entre el cosmopolitismo del mundo urbano con el contacto con la naturaleza.
Cursó Diseño y Arte en la EINA, Centro Universitario de Diseño y Arte de Barcelona y se siguió formando en Londres y Nueva York. Después de trabajar en varios estudios de diseño se pudo establecer por su cuenta. Su participación en proyectos muy diversos, le han hecho dominar un gran abanico de estilos diferentes, desde la pintura mural, el grafiti y la ilustración, hasta la pintura sobre todo tipo de apoyo, especialmente objetos encontrados. Sus obras se han podido ver en ciudades como Málaga, Oporto, Valencia o San Francisco.
El año 2016 presentó su primer libro de ilustraciones: VIDA. Bestiario ilustrado por Joana Santamans, con textos de Ernest Santamans. El libro incluye dibujos de unos 100 animales diferentes, ordenados en cuatro grupos: pájaros, mariposas, otros insectos y criaturas marinas. Sus obras ofrecen una mirada profunda a la naturaleza que nos rodea y en especial a la figura femenina.